# Команда Тора
«Команда Тора» (англ. Team Thor) — короткометражний фільм 2016 року у жанрі мок'юментарі. Також відомий під назвами «Команда Тора: Поки ви боретеся: Мок'юментарі Тора» і «Команда Тора: Протистояння». Режисером і сценаристом виступив Тайка Вайтіті, головні ролі зіграли Кріс Гемсворт і Марк Раффало. Стрічка заснована на подіях фільму «Перший месник: Протистояння» кіновсесвіту Marvel та у гумористичному стилі оповідає про пригоди Тора і Брюса Беннера / Галка під час конфлікту Месників. Короткометражка була створена як побічний проєкт перед зйомками «Тор: Раґнарок», якими теж займався Вайтіті. Вона була добре сприйнята глядачами та породила два продовження — «Команда Тора: Частина 2» і «Команда Дерріла».

## Сюжет
Поки Залізна людина і Капітан Америка воюють, Тор зробив невелику перерву в Австралії. Він живе з місцевим офісним працівником Деррілом Джейкобсоном, намагаючись з'ясувати, що відбувається в Асґарді. Знімальна група проводить інтерв'ю з Тором, і він розповідає про повсякденне життя в Австралії, показує короткі сегменти подій, такі як візит до дитячого садка, спроба надіслати електронне повідомлення Тоні Старку щодо конфлікту з Капітаном Америка, і малювання схеми зв'язку Ніка Ф'юрі й Таноса, якого він називає «фіолетовим чолов'ягою у пливучому кріслі». Наприкінці Тор зустрічається у кафе з Брюсом Беннером, де останній отримує дзвінок від Старка і, схоже, не хоче спілкуватися з Тором.

## У ролях
| Актор         | Роль              |
| ------------- | ----------------- |
| Кріс Гемсворт | Тор               |
| Марк Раффало  | Галк              |
| Делі Пірсон   | Дерріл Джейкобсон |

## Виробництво
Короткометражний фільм був створений в Австралії у стилі мок'юментарі, що був використаний Тайкою Вайтіті у його фільмі «Що ми робимо у тінях» 2014 року. Зйомки розпочалися за місяць до початку фільмування «Тор: Раґнарок». Вайтіті сказав, що він і знімальна група стрічки просто хотіли розважитись.

## Реліз і сприйняття
Уперше «Команда Тора» була показана 23 липня 2016 року на San Diego Comic-Con, а через три дні опублікована в Інтернеті для вільного перегляду. Також стрічка увійшла до BluRay-випуску «Першого месника: Протистояння» як додатковий матеріал.
Відвідувачі Comic-Con й інші глядачі загалом добре відгукувалися про короткометражку. Адам Чітвуд із видання Collider також особисто погодився, що це було дуже смішно, настільки, що він не хоче нікому розкривати жодний момент. Россу А. Лінкольну із Deadline також сподобалося і він сподівався, що це хороший знак, яким вийде «Тор: Раґнарок». Продюсер Marvel Studios Кевін Файгі заявив, що фільм відчувається коротким, а його продовження вийшло б хорошим і розвинуло характер Тора. Новий персонаж — Дерріл Джейкобсон дуже сподобався шанувальникам.

## Канонічність і вплив
«Команда Тора» не є строго канонічною для кіновсесвіту Marvel, тому що, за словами Вайтіті, вона зроблена просто «задля розваги». Наприклад, у короткометражці фігурує Брюс Беннер, хоча це неможливо, адже, як показано в «Тор: Раґнарок», Галк знаходився на Сакаарі після подій «Ери Альтрона». З усім тим, цей фільм і його продовження вплинули на зображення персонажа Гемсворта у майбутніх проєктах. У «Раґнароці» Тор називає е-мейл «електронним листом», аналогічно як у цій короткометражці. Також при зустрічі з Доктором Стренджем він говорить, що не має телефона, подібно до діалогу з Брюсом у «Команді Тора». Тайка Вайтіті заявив, що радий за створення подібної роботи, оскільки він зміг показати шанувальникам, яким спершу мав стати «Тор: Раґнарок». Багато особливостей характеру й поведінки Тора були перенесені у «Раґнарок», «Месники: Війна нескінченності» та майбутній «Тор: Кохання та грім».

## Сиквели
Короткометражка супроводжується двома продовженнями — «Команда Тора: Частина 2» (англ. Team Thor: Part 2) і «Команда Дерріла» (англ. Team Darryl), також зрежисовані Тайкою Вайтіті. Останнє з них демонструє Джеффа Голдблюма у ролі Ґросмайстра.